# 11371 Camley
11371 Camley è un asteroide della fascia principale. Scoperto nel 1998, presenta un'orbita caratterizzata da un semiasse maggiore pari a 2,2763398 au e da un'eccentricità di 0,1219532, inclinata di 2,07042° rispetto all'eclittica.
L'asteroide è dedicato allo studente statunitense Brian Andrew Camley.